# Salix wendtii
Salix wendtii är en videväxtart som beskrevs av M.C. Johnston. Salix wendtii ingår i släktet viden, och familjen videväxter. Inga underarter finns listade i Catalogue of Life.